# Chorągiew husarska koronna Marcina Kazanowskiego

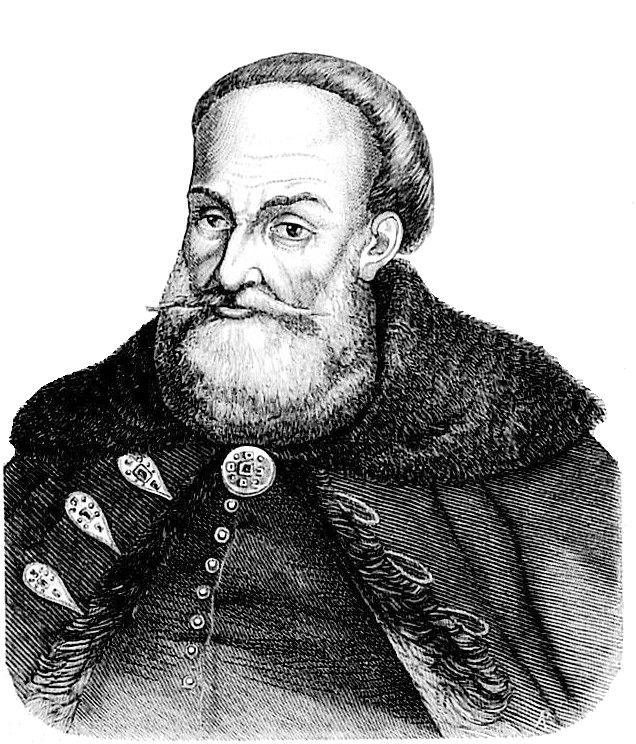
Kasztelan halicki Marcin Kazanowski herbu Grzymała

Chorągiew husarska koronna Marcina Kazanowskiego – chorągiew husarska koronna I połowy XVII wieku, okresu wojen ze Szwedami i Moskwą.
Pułkownikiemtej chorągwi był kasztelan halicki – Marcin Kazanowski herbu Grzymała, od 1633 – wojewoda podolski i hetman polny koronny.
Stan liczebny tej chorągwi pod koniec listopada 1627 wynosił 100 koni.